# Catocala disjuncta
Catocala disjuncta is een vlinder uit de familie van de spinneruilen (Erebidae). De wetenschappelijke naam van de soort is voor het eerst geldig gepubliceerd in 1828 door Geyer.
Deze nachtvlinder komt voor in Europa.